# کمبود دارو در ایران
کمبود بسیاری از داروهای ضروری در ایران بحرانی است که از حدود سال ۲۰۱۳ آغاز شد. این بحران در سال ۲۰۲۲ تشدید شد، زمانی که دولت ابراهیم رئیسی نرخ ارز ۴۲۰۰۰ ریالی برای دلار آمریکا را حذف کرد. همچنین در سال ۲۰۲۲، دولت ایران یارانه‌های تولید مواد غذایی و دارویی را متوقف کرد و باعث شد مواد اولیه وارداتی هفت برابر قیمت تمام شده قیمت داشته باشند و در نتیجه تولید داخلی داروها را فلج کرد. در همان سال، پیش‌بینی می‌شد که قیمت داروهای ضروری در کشور به ۷۰۰ درصد تورم برسد.

## علل
سازمان غذا و داروی ایران از کمبود بسیاری از داروهای ضروری در کشور خبر داد. گزارش‌های مربوط به این بحران از سال ۲۰۱۳ آغاز شد. این بحران در سال ۲۰۲۲ تشدید شد، زمانی که دولت ابراهیم رئیسی نرخ ارز ۴۲۰۰۰ ریالی برای دلار آمریکا را حذف کرد. تورم این مشکل را پیچیده‌تر می‌کند.
در سال ۲۰۲۲، دولت ابراهیم رئیسی یارانه‌های تولید مواد غذایی و دارویی را متوقف کرد و تولیدکنندگان را مجبور به پرداخت هفت برابر بیشتر برای واردات مواد اولیه کرد و در نتیجه تولید داخلی داروها را فلج کرد. این امر باعث کمبود شدید محصولات دارویی ضروری در مراکز درمانی محلی شده است، اگرچه شرکت‌های داروسازی رژیم با تولید مکمل‌های ورزشی به افزایش سود خود ادامه داده‌اند. در سال ۲۰۲۲، خبرگزاری کار ایران به نقل از بهرام دارایی، رئیس سازمان غذا و داروی رژیم، گفت که افزایش قیمت داروهای وارداتی تا ۶ برابر هزینه اولیه آن بوده است "و داروهای تولید داخل بسته به میزان ارز تأمین مواد اولیه، ۳۰ تا ۱۰۰ درصد افزایش قیمت داشته‌اند". هم رسانه‌های ایرانی و هم مقامات دولتی پیش‌بینی کرده‌اند که قیمت دارو تا ۷۰۰ درصد افزایش خواهد یافت. افزایش هزینه‌های پزشکی برای مصرف‌کنندگان ایرانی، هزاران نفر از افراد نیازمند درمان را به آستانه ورشکستگی رسانده است. کمبود دارو ناشی از افزایش قیمت شامل ملزومات پزشکی اولیه مانند مسکن‌ها، مایعات داخل وریدی، آنتی‌بیوتیک‌ها، داروی ضداضطراب، آلندرونیک (تراکم استخوان) و امپرازول (مشکلات معده) و همچنین داروهایی با خطرات بالاتر مانند انسولین، داروهای آسم و بیماری انسدادی مزمن ریوی (COPD)، ملفالان و تیوتپا (شیمی‌درمانی)، فاکتور هشت (هموفیلی)، اینترفرون بتا و دیفوزل (اسکلروز چندگانه) می‌شود.
در برخی استان‌ها، حتی داروهای تولید داخل نیز در دسترس نیستند. بخش داروسازی دومین کاهش بزرگ تولید را در بین تمام صنایع تجربه کرد، با کاهش ۲.۶ درصدی تولید محصولات دارویی در بهار و ۱۸.۵ درصدی در تابستان، و منابع دیگر نشان می‌دهند که کل کاهش تولید حدود ۳۰ درصد است. برخی از شرکت‌های داروسازی از ایران به کشورهای دیگر نقل مکان کرده‌اند.
علاوه بر این، ۱۳.۶ درصد کاهش در واردات دارو وجود داشته است. علاوه بر این، کمبود مواد اولیه وارداتی مورد استفاده برای تولید داروها نیز به کمبود تولید داخلی دامن می‌زند. وزارت بهداشت ایران گفته است که در حال آماده‌سازی برای رسیدگی به این مسائل است، اما جزئیات بیشتری ارائه نکرده است.
بسیاری کمبود دارو را به تحریم‌ها و محدودیت‌های اعمال شده بر معاملات مالی توسط ایالات متحده و کشورهای اروپایی نسبت داده‌اند، اگرچه کشورهای غربی می‌گویند که لوازم پزشکی شامل تحریم‌ها نمی‌شود. با این حال، دولت ایران می‌گوید که نیازهای دارویی تقریباً به طور کامل توسط تولیدکنندگان داخلی تأمین می‌شود و بنابراین تحت تأثیر تحریم‌ها قرار نمی‌گیرد. اما حتی اگر این درست باشد، بسیاری معتقدند که تحریم‌ها هزینه‌ها و خطرات را برای بیماران به طرز چشمگیری افزایش داده است و برخی ادعا می‌کنند که معافیت‌های بشردوستانه ایالات متحده روی کاغذ وجود دارد اما در عمل وجود ندارد. این امر منجر به طرح دعوی مجدد برخی از بیماران علیه دولت ایالات متحده شده است و ادعا می‌کنند که "تحریم‌های ناعادلانه" مانع دسترسی آنها به داروها شده است.

## تأثیر
انجمن تالاسمی ایران ادعا می‌کند که از آغاز بحران در سال ۲۰۱۸، حدود ۱۱۰۰ بیمار تالاسمی به دلیل کمبود دارو جان خود را از دست داده‌اند.
در سال ۲۰۲۳، دولت ایران تقریباً ۲.۴ میلیارد دلار برای حل این بحران اختصاص داد، اگرچه حسینعلی شهریاری، رئیس کمیسیون بهداشت مجلس ایران، نامه‌ای به رئیس جمهور وقت ابراهیم رئیسی نوشت و گفت که برای کمک به این وضعیت، بودجه باید به تقریباً ۳.۷ میلیارد دلار افزایش یابد.
در سال ۲۰۲۴، کمیسیون بهداشت و درمان مجلس ایران خواستار اقدام قانونی برای رسیدگی به این مسائل و پیشنهاد ارجاع تخلفات دولتی به قوه قضائیه شد، اما اکثریت مجلس به حفظ این موضوع در قوه مقننه رأی دادند.
نهادهای وابسته به رژیم با فروش داروها با قیمت‌های گزاف سود می‌برند و داروخانه‌ها را با کمبود مواجه می‌کنند. برخی از داروها در بازار سیاه به کشورهای همسایه قاچاق می‌شوند. برخی حتی ادعا می‌کنند که این مسئله به خودی خود کمبود دارو نیست، زیرا دولت از نظر تئوری قادر به واردات و تولید تمام داروهای مورد نیاز است، اما مشکل این است که فساد و پارتی‌بازی باعث می‌شود داروها به کسانی که به آنها نیاز دارند توزیع نشود. برخی حتی استدلال می‌کنند که این بحران عمداً کمبودهای دارویی را بزرگ‌نمایی می‌کند تا از کشورهای غربی کمک مالی دریافت کند. همچنین گزارش شده است که ایران سهمیه دارویی داروخانه‌هایی را که کارمندان زن خود را ملزم به رعایت حجاب اجباری نمی‌کنند، محدود می‌کند. در سال ۲۰۲۳، «ایران نیوز آپدیت» به نقل از گزارش سال ۲۰۲۲ مرکز آمار ایران، این گفته را تقویت کرد که سیاست‌های رژیم، مراقبت‌های بهداشتی کافی را به کالایی تبدیل کرده است که فقط خانواده‌های ثروتمند می‌توانند از عهده آن برآیند. در نتیجه سیاست‌های جدید، خانواده‌های کم‌درآمد با مشکلات شدیدی در تهیه داروهای ضروری روبرو هستند و بخش بزرگی از جمعیت، از جمله بسیاری از شهروندان مسن، به روند خطرناک خوددرمانی روی آورده‌اند. طبق گزارشی در روزنامه هم‌میهن، به دلیل افزایش هزینه‌های پزشکی، بسیاری از مردم از درمان در بیمارستان خودداری می‌کنند یا قبل از پرداخت هزینه داروهایی که دریافت کرده‌اند، بیمارستان را ترک می‌کنند.

## ظهور طب جایگزین
در نتیجه کمبود داروهای لازم، برخی از مقامات دولتی طب جایگزین را ترویج داده و مردم را به استفاده از داروهای اثبات نشده و نادیده گرفتن شواهد علمی تشویق کرده‌اند. به عنوان مثال، "متخصصان پزشکی" در ایران پیروان خود را به نوشیدن ادرار شتر داغ یا چکاندن روغن هندوانه تلخ در گوش برای جلوگیری از کووید-۱۹ به جای مصرف واکسن تشویق کردند. وزارت بهداشت ایران در ژوئن ۲۰۲۰ اعلام کرد که همه دانشجویان پزشکی باید واحدهای درسی طب اسلامی یا سنتی را بگذرانند. در سال ۲۰۲۰، گروهی از پزشکان روش‌های جایگزین را محکوم کردند و خواستار حذف کامل آنها شدند.